# Piłka nożna w Liechtensteinie

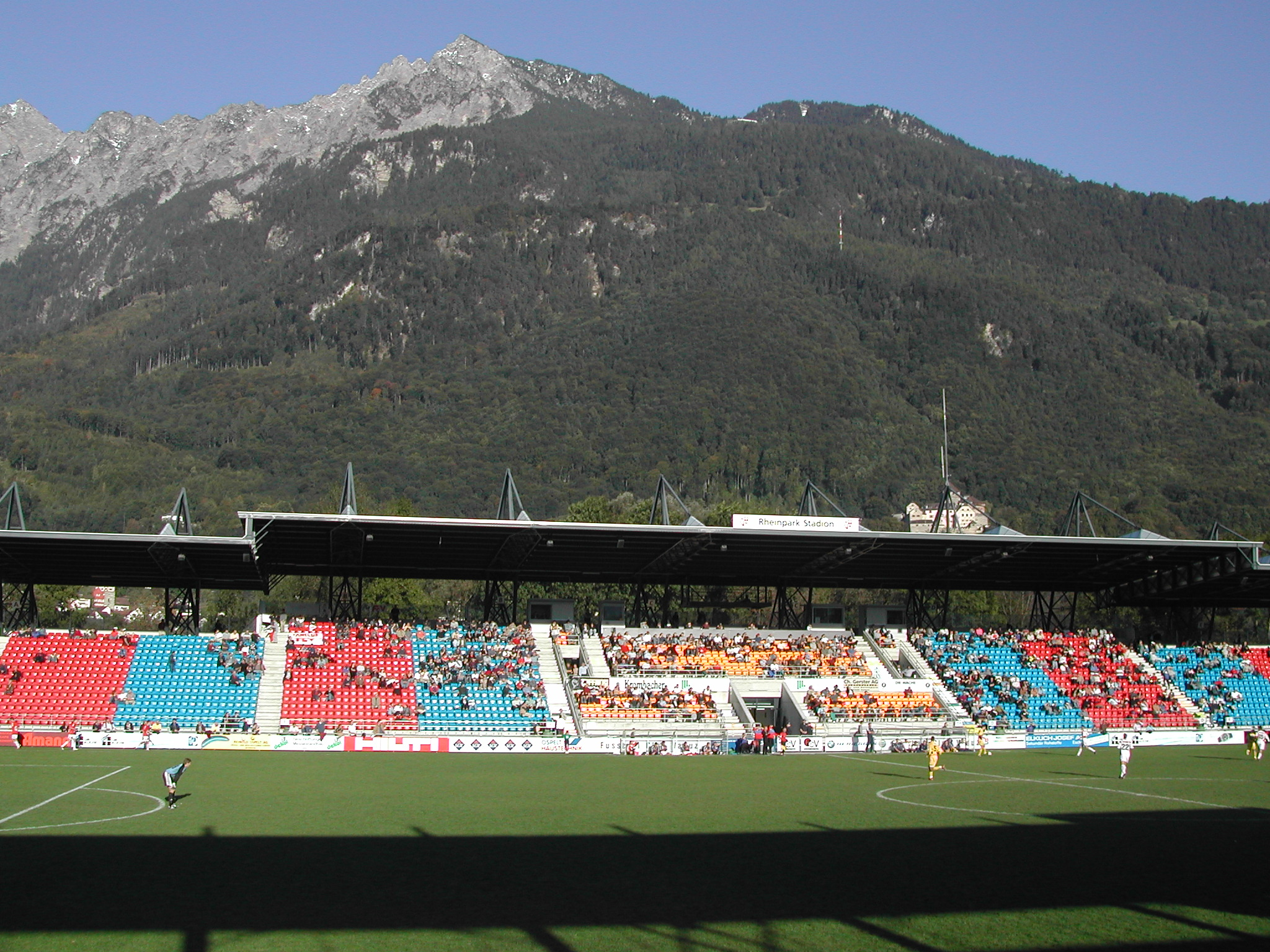
Rheinpark Stadion, arena domowa reprezentacji narodowej

Piłka nożna (niem. Fußball ˈfuːsˌbal) jest najpopularniejszym sportem w Liechtensteinie. Jej głównym organizatorem na terenie Liechtensteinu pozostaje Liechtensteiner Fussballverband (LFV).
Według stanu na 17 listopada 2021 roku Peter Jehle i Mario Frick mają odpowiednio 132 i 125 występów reprezentacyjnych, a Mario Frick strzelił 16 bramek w barwach reprezentacji Liechtensteinu.
Najbardziej znanym klubem Liechtensteinu jest FC Vaduz.

## Historia

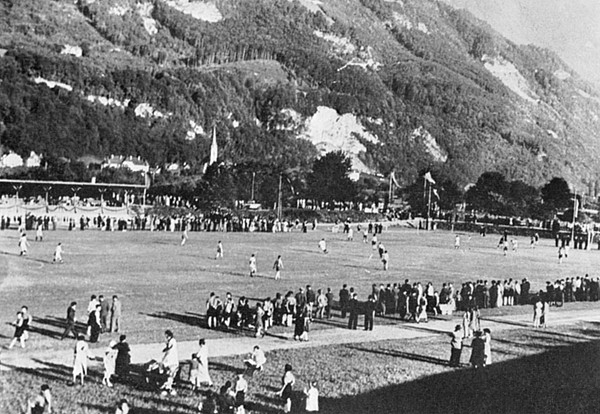
Liechtenstein – Blue Stars Zurych 2:6 na Landesportplatz w Vaduz, 18 września 1938.

Piłka nożna zaczęła zyskiwać popularność w Liechtensteinie pod koniec XIX wieku. W 1923 roku powstał pierwszy klub piłkarski "Kickers Mühleholz". W 1932 roku zostały organizowane kolejne kluby piłkarskie FC Balzers, FC Triesen, FC Schaan i FC Vaduz.
Po założeniu liechtensteinskiej federacji piłkarskiej – LFV w 1934 roku, rozpoczęto organizację pierwszych oficjalnych rozgrywek. W 1946 po raz pierwszy wystartowały rozgrywki o Puchar kraju. Już wcześniej kluby z Liechtensteinu uczestniczyły w różnych ligach mistrzostw Szwajcarii.

## Format rozgrywek ligowych
W obowiązującym systemie ligowym brak rozgrywek o tytuł mistrza kraju.

## Puchary
Rozgrywki pucharowe rozgrywane w Liechtensteinie to jedynie:
- Puchar Liechtensteinu (Liechtensteiner Cup).